# Тонтодонати, Федерико
Федерико Тонтодонати (итал. Federico Tontodonati; род. 30 октября 1989, Турин) — итальянский легкоатлет, специалист по спортивной ходьбе. Выступает на профессиональном уровне с 2005 года, многократный призёр Кубков Европы и мира в командном зачёте, победитель первенств национального значения, участник летних Олимпийских игр в Токио.

## Биография
Федерико Тонтодонати родился 30 октября 1989 года в Турине, Пьемонт. Происходит из семьи с богатыми спортивными традициями, многие из его родственников успешно выступали в гребле на байдарках и в академической гребле.
Впервые заявил о себе в сезоне 2005 года, став чемпионом Италии среди юношей в ходьбе на 10 км.
В 2006 году вошёл в состав итальянской сборной и выступил на Кубке мира по спортивной ходьбе в Ла-Корунье, где в гонке юниоров на 10 км занял 25-е место.
В 2007 году показал 22-й результат в зачёте юниоров на 10 км на Кубке Европы в Ройал-Лемингтон-Спа и 12-й результат в ходьбе на 10 000 метров на юниорском европейском первенстве в Хенгело.
В 2008 году на Кубке мира в Чебоксарах финишировал седьмым среди юниоров и тем самым помог своим соотечественникам стать бронзовыми призёрами командного зачёта. На юниорском мировом первенстве в Быдгоще занял 15-е место.
В 2009 году в ходьбе на 20 км финишировал 14-м на молодёжном европейском первенстве в Каунасе.
В 2010 году в дисциплине 50 км занял 27-е место на Кубке мира в Чиуауа.
В 2011 году на Кубке Европы в Ольяне закрыл десятку сильнейших личного зачёта 20 км и получил серебро в командном зачёте. Также финишировал пятым на молодёжном европейском первенстве в Остраве и девятым на Всемирной Универсиаде в Шэньчжэне, одержал победу на чемпионате Италии в ходьбе на 50 км.
На Кубке мира 2012 года в Саранске занял в 50-километровой ходьбе 61-е место. Стал чемпионом Италии в дисциплинах 20 и 50 км.
В 2013 году на Кубке Европы в Дудинце сошёл с дистанции 50 км, тогда как в ходьбе на 20 км на чемпионате мира в Москве занял 42-е место.
На Кубке мира 2014 года в Тайцане показал 35-й результат на дистанции 50 км.
В 2015 году на Кубке Европы в Мурсии финишировал десятым в личном зачёте 50 км и стал серебряным призёром командного зачёта. На чемпионате мира в Пекине занял 27-е место в ходьбе на 20 км.
В 2016 году на домашнем командном чемпионате мира в Риме показал 12-й результат в личном зачёте 50 км и стал победителем командного зачёта.
В 2017 году на Кубке Европы в Подебрадах занял 14-е место в личном зачёте 50 км и получил серебро командного зачёта.
В 2019 году в ходьбе на 20 км был 19-м на Кубке Европы в Алитусе.
В 2021 году в дисциплине 20 км занял 11-е место на командном чемпионате Европы в Подебрадах. Выполнив олимпийский квалификационный норматив (1:21:00), удостоился права защищать честь страны на летних Олимпийских играх в Токио — в программе ходьбы на 20 км показал время 1:31:19, расположившись в итоговом протоколе соревнований на 44-й строке.
В 2022 году показал 32-й результат в 20-километровой ходьбе на командном чемпионате мира в Маскате.